# کیتی کسیدی
کیتی کسیدی (نام کامل: کاترین اِوِلین انیتا کسیدی-بنِدون) (به انگلیسی: Katherine Evelyn Anita Cassidy-Benedon) (زاده ۲۵ نوامبر ۱۹۸۶) هنرپیشه آمریکایی است. وی در چند مجموعه تلویزیونی مانند هفتمین بهشت (۲۰۰۵)، میدان ملروز (۲۰۱۰–۲۰۰۹) و جزیره هارپر (۲۰۰۹) و فیلم‌های کریسمس سیاه (۲۰۰۶)، ربوده شده و کابوس خیابان الم (۲۰۱۰) نقش آفرینی کرده‌است.

## زندگی و خانواده
کیتی در سال ۱۹۸۶ میلادی در شهر لس آنجلس ایالت کالیفرنیای آمریکا زاده شد. پدرش دیوید کسیدی هنرپیشه و مادرش شری ویلیامز مدل یا مانکن زیبایی است. با آن که دیوید و شری از هم جدا شده‌اند اما هنوز دوستان نزدیک محسوب می‌شوند. پدر بزرگ و مادر بزرگ پدری کیتی، جک کسیدی و اِوِلین وارد هم هنرپیشه بودند.
کیتی به همراه مادرش شری و ناپدریش ریچارد بندون در شهر کلاباسای ایالت کالیفرنیا بزرگ شد. او دو خواهر بزرگتر به نام‌های جیمی و جنا دارد. کیتی همچنین یک برادر ناتنی به نام بیو کسیدی دارد.
کیتی کسیدی در سال ۲۰۰۵ از دبیرستان کلاباسا با درجه ممتاز فارغ‌التحصیل شد. او از زمانی که در مدرسه ابتدایی بود، به صنعت نمایش و سینما علاقه داشت و از سن هفت سالگی شروع به نقش آفرینی در نمایشنامه‌های محلی کرد.
کیتی اولین بار به گونه تصادفی در یکی از شعبه‌های داروخانه زنجیره‌ای رایت اید (Rite Aid)، مورد توجه جوئل دایموند تهیه‌کننده سینما قرار گرفت. کیتی کسیدی تاکنون در هفده فیلم و مجموعه تلویزیونی آمریکایی نقش آفرینی کرده‌است.

## حرفه

### موسیقی

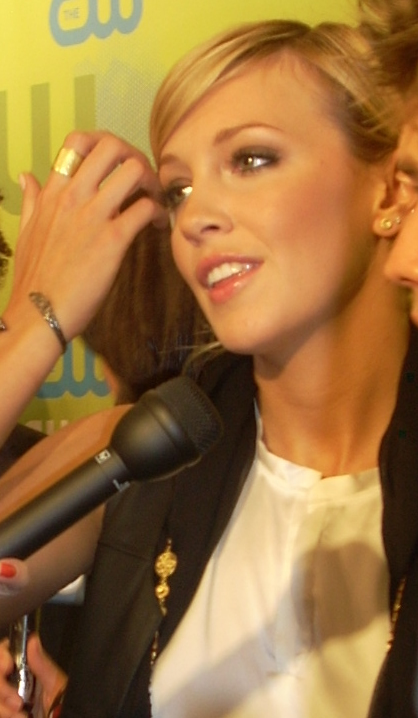

در سال ۲۰۰۲، کسیدی ورژن جدیدی از آهنگ «فکر می‌کنم دوستت دارم» که ساخته گروه پدرش برای تلویزیون بود را ضبط کرد. در آن زمان ۱۵ ساله بود یعنی ۵ سال جوانتر از زمانی که پدرش این آهنگ را ضبط کرده بود.
دیوید کسیدی می‌گوید در آن زمان دخترش را برای حرفه موسیقی حمایت نکرد زیرا کیتی برای این کار بسیار جوان بوده.

### تلویزیون
در سال ۲۰۰۳، کسیدی کار خود در تلویزیون و بازیگری را با حضور در قسمتی از درام "عمر تلویزیون" آغاز کرد. سپس به عنوان مهمان در برنامه‌هایی مثل "کارآموزی هنرمندان ۴" و "گوش بده!" و "دختر جدید" ادامه داد. در سال ۲۰۰۵، در سریال "هفتمین بهشت" در ۴ قسمت بازی کرد. در همان سال در درام تلویزیونی "سکس، عشق و رازهاً نیز ظاهر شد.
در سال ۲۰۰۷، کسیدی در فصل سوم سریال سوپرنچرال نقش یک شیطان بنام روبی را در بیش از ۶ قسمت بازی کرد. در سال ۲۰۰۸، اگرچه این شخصیت برای فصل چهارم به سریال برگشت ولی کسیدی با بازیگر دیگری به نام جنویو کورتس جایگزین شد.
در اکتبر ۲۰۰۸، اعلام شد کسیدی به عنوان بازیگر نقش پاتریشیا ولینگتون در مینی سریال ترسناک جزیره هارپر انتخاب شده‌است. سریال دربارهٔ گروهی از افراد خانواده و دوستان است که برای مراسم عروسی در جزیره‌ای جمع شده‌اند که بخاطر گذشته‌ای مخوف و پر از قتل معروف است و در هر قسمت حداقل یک شخصیت کشته می‌شود. سریال از ۹ آوریل ۲۰۰۹ تا ۱۱ ژوئیه ۲۰۰۹ پخش شد.
در همان سال، کسیدی در درام تلویزیونی " میدان ملروز" بازی کرد. او نقش الا سیمز، یک روزنامه‌نگار را ایفا کرد. با وجود انتقادهای مختلف، بازی کسیدی توسط منتقدین تحسین شد و عنوان "بهترین اتفاق سریال" را گرفت. شبکه در می ۲۰۱۰ بخاطر نرخ پایین بیننده سریال را کنسل کرد.
در ژوئن ۲۰۱۰، در فصل چهارم سریال درام "دختران شایعه ساز" ظاهر شد. او نقش جولیا شارپ را داشت که می‌خواست زندگی شخصیت اصلی را خراب کند.
در ۲۰۱۲، در سریال پیکان که بر پایه کتاب‌های کمیک "گرین ارو" است، به عنوان لورل لنس ظاهر شد.

### سینما
در سال ۲۰۰۶، کسیدی کار خود در سینما را با نقش تیفانی مدیسون در فیلم ترسناک "وقتی غریبه زنگ می‌زند" آغاز کرد. سپس با نقش‌های مکمل فیلم‌های "کلیک"، "ربوده شده" و "زنده!" کارش را ادامه داد. در فوریه ۲۰۰۶، در فیلم اقتباسی ترسناک "کریسمس سیاه" نقش کلی پرسی را بازی کرد. فیلم دربارهٔ فرار یک دیوانه و بازگشت او به خانه کودکیش است که الان به کلوپ خواهری تبدیل شده‌است و او تک به تک زنان خانه را می‌کشد. فیلم در ۱۵ دسامبر ۲۰۰۶ اکران شد که نقدهای منفی دریافت کرد ولی موفقیتی نسبی با فروش بیش از ۵۰ میلیون دلار در سراسر جهان داشت.
در آوریل ۲۰۱۰، کسیدی در فیلم اقتباسی ترسناک دیگری به نام کابوس خیابان الم ظاهر شد. او نقش کریس فوولز را داشت، یک دانش آموز دبیرستانی که قربانی "فردی کروگر" شد. فیلمبرداری در شیکاگو آغاز شد و در هفته اول نمایش بیش از ۳۱ میلیون دلار فروش کرد. کسیدی نیز برای "جایزه انتخاب نوجوانان" در بخش بازیگر زن فیلم ترسناک نامزد شد.
کمی بعد نیز اعلام شد او برای فیلم کمدی ماجراجویانه "مونته کارلو" انتخاب شده‌است.
در ژوئن ۲۰۱۱، در فیلم کمدی "فریکی دیکی" جایگزین سینا میلر شد و نقش روبین ابوت را ایفا کرد. کسی که با دوست پسر قبلیش دسیسه کرد تا یک شخص بانفوذ در سینما را گول بزند و میلیون‌ها دلار بدست آورد.
در می ۲۰۱۲، جزء بازیگران اصلی فیلم اقتباسی "نویسنده بد" شد و نقش سوکی را بازی کرد. زن جوانی که اختلالات شخصیتی زیادی دارد.

## زندگی شخصی
کسیدی سخنگوی مؤسسه خیریه H.E.L.P است.
کسیدی برای ۴ سال با جسی مک‌کارتنی رابطه داشت. او هم چنین برای دو سال تا دسامبر ۲۰۱۱ با جرت استول، بازیکن کانادایی هاکی روی یخ، قرار می‌گذاشت. در سال ۲۰۱۲، مدت کوتاهی با جری فرارا، بازیگر، دوست بود. از ژوئن ۲۰۱۳ نیز با جیسون گریسون، مدافع کانادایی هاکی روی یخ، قرار می‌گذارد.

## فیلم‌شناسی
| سال  | عنوان                          | نقش                       | توضیحات |
| ---- | ------------------------------ | ------------------------- | ------- |
| ۲۰۰۶ | هنگامی که یک غریبه تماس می‌گیرد | تیفانی مدیسون             |         |
| ۲۰۰۶ | گمشده                          | دی دی                     |         |
| ۲۰۰۶ | کلیک                           | سامانتا نیومن در ۲۷ سالگی |         |
| ۲۰۰۶ | کریسمس سیاه                    | کلی پرسلی                 |         |
| ۲۰۰۷ | چرخش                           | اپل                       |         |
| ۲۰۰۷ | زنده!                          | جوول                      |         |
| ۲۰۰۷ | واک د تاک                      | جسی                       |         |
| ۲۰۰۸ | ربوده شده                      | آماندا                    |         |
| ۲۰۱۰ | کابوس خیابان الم               | کریس فولس                 |         |
| ۲۰۱۱ | مونته کارلو                    | اما پرکینز                |         |
| ۲۰۱۳ | برای من بکش                    | آماندا رو                 |         |
| ۲۰۱۴ | نویسنده بد                     | سوکی                      |         |

| سال        | عنوان                                                       | نقش                      | توضیحات                          |
| ---------- | ----------------------------------------------------------- | ------------------------ | -------------------------------- |
| ۲۰۰۳       | بخش                                                         | سی دی جوان               | قسمت: "Oh Mother, Who Art Thou?" |
| ۲۰۰۵       | گوش کن                                                      | ربکا                     | قسمت: "سرزنش همسایه"             |
| ۲۰۰۵       | بهشت هفتم                                                   | زو                       | ۴ قسمت                           |
| ۲۰۰۵       | سکس، عشق و رازها                                            | گابریل                   | ۲ قسمت                           |
| ۲۰۰۷–۰۸    | سوپرنچرال                                                   | روبی                     | بازیگر اصلی (فصل ۳); ۶ قسمت      |
| ۲۰۰۸       | سوپرنچرال                                                   | لیلیث                    | بازیگر اصلی (فصل ۳); ۱ قسمت      |
| ۲۰۰۹       | جزیره هارپر                                                 | پاتریشیا "تریش" ولینگتون | مینی سریال؛ ۱۳ قسمت              |
| ۲۰۰۹–۱۰    | مکان ملرز                                                   | الا سیمز                 | بازیگر اصلی؛ ۱۸ قسمت             |
| ۲۰۱۰، ۲۰۱۲ | دختر سخن‌چین                                                 | جولیت شارپ               | ۱۲ قسمت                          |
| ۲۰۱۱       | کارآموزی اشخاص معروف                                        | خودش                     | قسمت: "سود پپرونی"               |
| ۲۰۱۱       | دختر جدید                                                   | بروک                     | قسمت: "عروسی"                    |
| 2012-2019  | [[ارو (Arrow(کماندار)مجموعه تلویزیونی)\|ارو(Arrow(کماندار)) | دینا لارل لنس            | بازیگر اصلی                      |